# Zellij

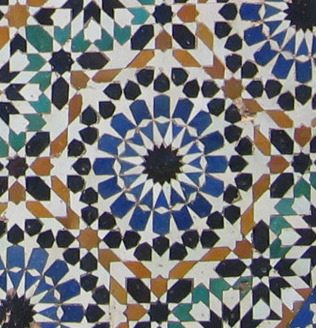
Zellij-Dekor eines Brunnens auf der Place El Hedine in Meknès, Marokko

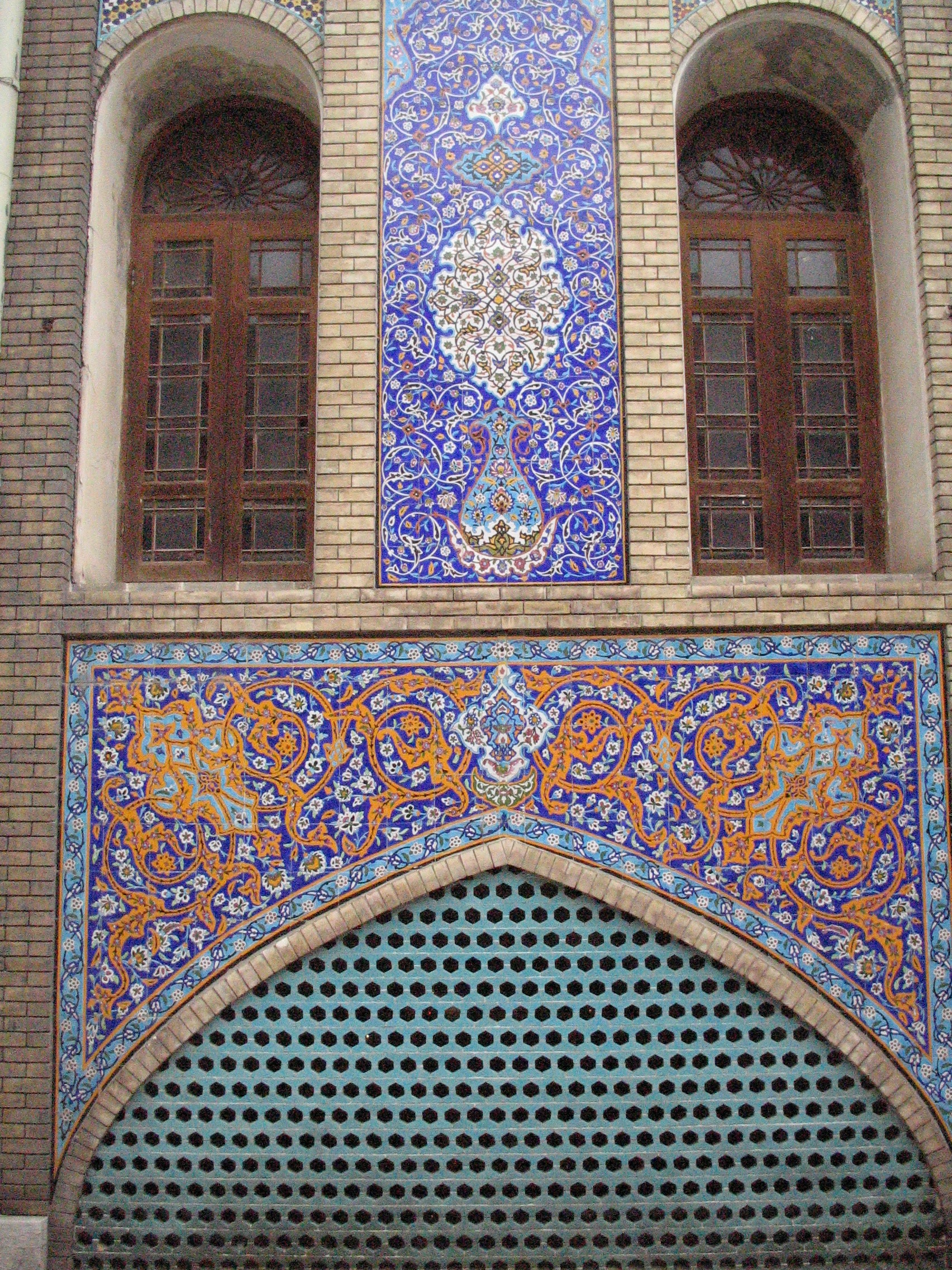
Eine gekachelte Wand an der Seite des Emarat-Badgir-Gebäudes, Teil des Golestanpalastes, Teheran, Iran. Diese persische Mosaikkunst des 19. Jh. wird auch Qashani bzw. Kashi genannt.

Zellij (arabisch الزليج, DMG az-Zallīǧ, portugiesisch und spanisch azulejo) bezeichnet farbig glasierte Keramikelemente (Girih-Kacheln), die in Putzmörtel zu geometrischen Mosaiken zusammengesetzt werden.

## Beschreibung
Kachelmosaike gehören zu den Hauptcharakteristiken der marokkanischen Architektur. Beispiele für besonders filigrane Zellij-Kachelmuster finden sich in der marokkanischen Madrasa Bū ʿInānīya von Fès (ca. 1350–1357) aus der Zeit der Meriniden-Dynastie (ca. 1250–1465). Die geometrischen Keramik-Mosaike werden hauptsächlich als Ornamente für Wände, Böden, Bäder oder Möbelstücke (z. B. Tische) verwendet; im unteren Teil von Außenwänden sowie von Pfeilern und Säulen erfüllen sie auch wasserabweisende Funktionen.

## Herstellung
In der Frühphase der Kachelmosaik-Herstellung wurden farblich einheitliche Kacheln hergestellt, die nach dem Brand mit Hilfe von Zangen beschnitten und zu relativ großformatigen Mosaiken zusammengefügt wurden (z. B. Minarett der Koutoubia-Moschee in Marrakesch). Später wurden die Kacheln zu kleinen Mosaikstückchen zurechtgeschnitten, die dann im feuchten Putz zu Mosaiken zusammengesetzt wurden. In der Endphase gelang es dann mit Hilfe von in Fett getauchten Schnüren oder durch Auskratzen etc., Mosaikmuster auf einzelnen Kacheln anzubringen, die dann schnell und einfach aneinander gelegt werden konnten (z. B. Bab Boujeloud in Fès).